# نعمت اوزجوتش

## حياتها
ولدت في آدابازاري في عام 1916.وقضت كل حياتها التعليميه في انقره. وفي عام 1940 قد اكملت دراستها الجامعيه بقسم تاريخ العصر القديم بكليه التاريخ والجغرافيا التي قد دخلتها بتشجيع من معلم التاريخ عفت عنان.وقد أصبحت معيده في نفس الكلية وقد تزوجت بصديقها الجامعى (تحسين اوزجوتش) في (كاراهويوك) القريبه من (البستان). واقامو حفريات في (التن تيبى) القريبه من (ارزنجان).ومن بعد عام 1969 قد استمرو بالحفريات التي بدأوها حتى عام 1989. وبين عامى 1978-1989 اقامو حفريات أيضا في (سمت) الباقية تحت مياه سد أتاتورك.وقد حدد سومر الأول واحد من الوحدات المستوطنه هنا. وقد تقاعدت منفصله عن وظيفتها التي بجامعه انقره عام 1984.وفى عام 1996 أصبحت عضوه شرف في الاكاديميه التركيه للعلوم. وقد شرفت بجائزه كبيره للفن ووزاره السياحة والثقافة لعام 2010 مع هالت تشامبل واحده من المساهمات بالاضافه لعلم الاثريات. وتوفت بتاريخ (23 ديسمبر2015).